# Världsmästerskapen i skidflygning 2008
Världsmästerskapen i skidflygning 2008 genomfördes 22-24 februari 2008 i Heini Klopfer-backen i Oberstdorf, Bayern, Tyskland för femte gången. Oberstdorf  anordnade mästerskapen även åren 1973, 1981, 1988 och 1998. För första gången genomfördes båda tävlingarna på kvällen. Finlands Janne Ahonen vann sin sjunde raka medalj, även om ingen av dem han vunnit var guld, utan fem silver och två brons.

## Individuellt
- 22-23 februari 2008.[1]

| Medalj | Hoppare                           | Poäng |
| Guld   | Gregor Schlierenzauer (Österrike) | 835,4 |
| Silver | Martin Koch (Österrike)           | 824,7 |
| Brons  | Janne Ahonen (Finland)            | 811,9 |

Koch hoppade längst i tävlingen med 221,0 meter i andra hoppet. Norges Bjørn Einar Romøren ledde efter de två första omgångarna, men han hade ett dåligt tredjehopp och föll ner till tredje plats, varvid  Koch övertog ledningen. Schlierenzauer, som hade det näst bästa hoppet i föregående tre omgångar, hoppade längst i sista hoppet och vann titeln för första gången. Tvåfaldige försvarande mästaren Roar Ljøkelsøy slutade 32:a efter att ha blivit utslagen efter första hoppet.

## Lagtävling
- 24 februari 2008.[5]

| Medalj | Lagtävling                                                                    | Poäng  |
| Guld   | Österrike Gregor Schlierenzauer Andreas Kofler Thomas Morgenstern Martin Koch | 1553,3 |
| Silver | Finland Janne Ahonen Matti Hautamäki Harri Olli Janne Happonen                | 1477,0 |
| Brons  | Norge Anders Jacobsen Tom Hilde Anders Bardal Bjørn Einar Romøren             | 1453,2 |

Schlierenzauer hoppade längst i tävlingen med 217,0 meter i andra hoppet. Finland tog sin andra raka medalj i lagtävlingen.

## Medaljfördelning
| Rank | Nation    | Guld | Silver | Brons | Totalt |
| ---- | --------- | ---- | ------ | ----- | ------ |
| 1    | Österrike | 2    | 1      | 0     | 3      |
| 2    | Finland   | 0    | 1      | 1     | 2      |
| 3    | Norge     | 0    | 0      | 1     | 1      |

### Fotnoter
1. 1 2 3 4  FIS Ski-flying World Championships 2008 Individividual final round results. - läst 28 november 2009.
2. ↑  FIS Ski-flying World Championships 2008 Individuellt first round results. - läst 28 november 2009.
3. ↑  FIS Ski-flying World Championships 2008 Individuellt second round results. - läst 28 november 2009.
4. ↑  FIS Ski-flying World Championships 2008 Individuellt third round results. - läst 28 november 2009.
5. ↑  FIS Ski-flying World Championships 2008 Lagtävling final results. - läst 28 november 2009.